# Eksprestog Nr. 99
Eksprestog Nr. 99 (originaltitel The West~Bound Limited) er en amerikansk stumfilm fra 1923 af Emory Johnson.

## Medvirkende
- Ralph Lewis som Bill Buckley
- Claire McDowell som Mrs. Bill Buckley
- John Harron som Johnny Buckley
- Taylor Graves som Henry
- Richard Morris som Bernard Miller
- Jennie Morgan som Mrs. Bernard Miller
- Ella Hall som Esther Miller